# Великий Тимор

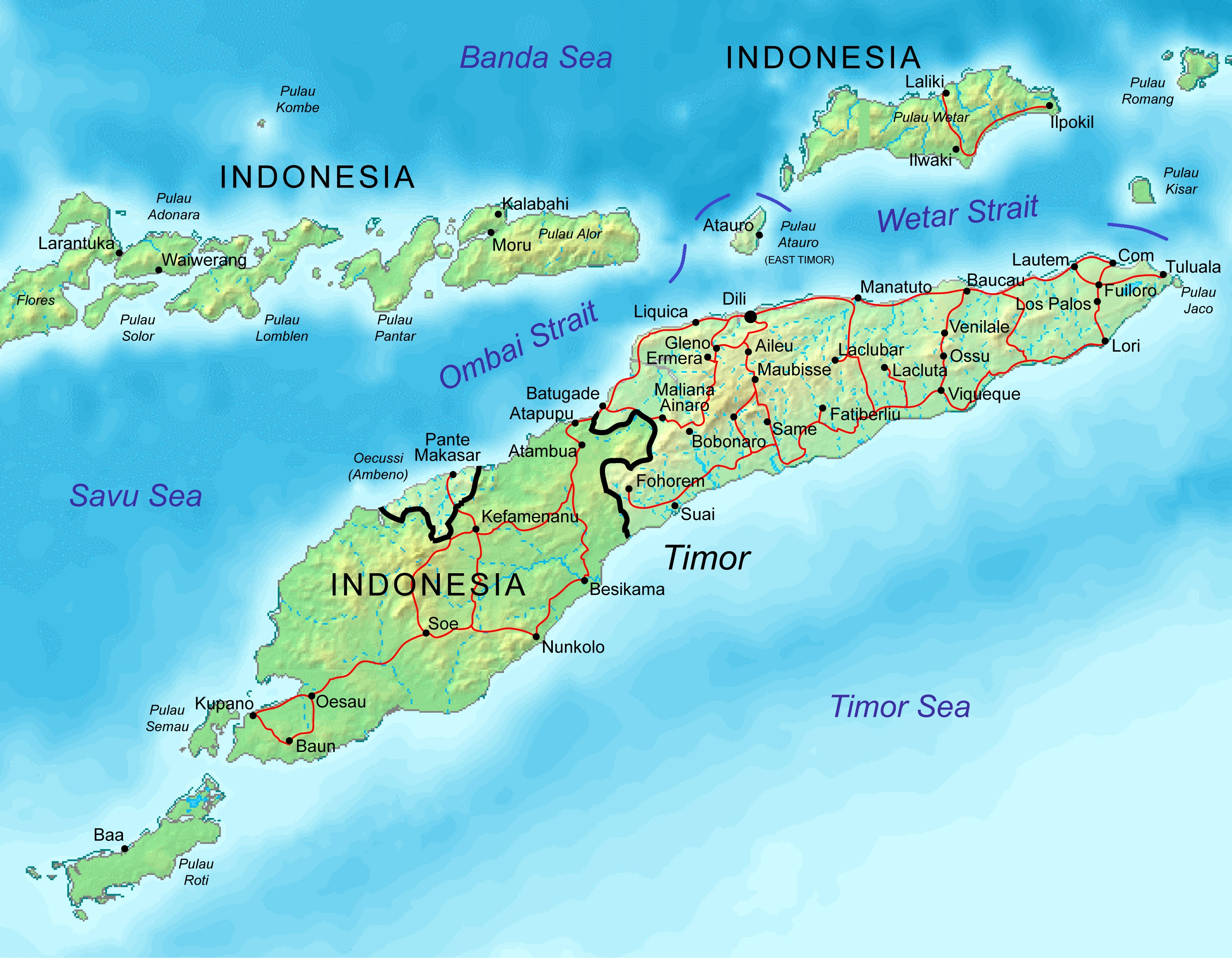
Острів Тимор.

9°13′33″ пд. ш. 124°56′13″ сх. д. / 9.22583333° пд. ш. 124.93694444° сх. д.
Великий Тимор (порт. Grande Timor, індонез. Timor Raya) — ірредентистська концепція об'єднаного та незалежного острова Тимор, який наразі розділений між незалежною державою Східний Тимор та індонезійською територією Західний Тимор. Концепція об'єднання (або повторного об'єднання) острова висувалася з середини XX століття.

## Історія
Історично ідея об'єднання острова Тимор була висловлена кількома тиморськими групами. Найдавнішою точкою відліку є доколоніальна імперія Вегалі, центр якої знаходився в сучасному Західному Тиморі, але правлячою групою була білунська тетуньська мова, пов'язана з жителями Східного Тимору.
Під час японської окупації острова (1942—1945 рр.) японці й тиморці намагалися об'єднати Західний і Східний Тимор шляхом підбору традиційної влади Нідерландського та Португальського Тимору. Зокрема, Тору Маеда (агент японської розвідки, згодом поет, який служив у Вікеке та Атамбуа) зіграв важливу роль у сватанні між родиною Жоакіма да Кости з Оссу та клан Най-Буті в Атамбуа.
У 1974—1975 роках APODETI, східнотиморська партія, висловила бажання об'єднати Східний Тимор і Західний Тимор через інтеграцію до Республіки Індонезія. Ця ідея була відображена в оригінальній португальській версії Декларації Балібо, в якій підписанти скаржилися на роз'єднання з «індонезійським народом Тимору» через демаркацію колоніальних кордонів.
1975 року Східний Тимор був захоплений і окупований Індонезією. 1976 року вона анексувала територію як свою «27-му провінцію», але на референдумі, проведеному в 1999 році, жителі Східного Тимору проголосували за припинення індонезійської окупації та здобуття незалежності. Це спричинило обурення багатьох індонезійських націоналістів, особливо серед військових.
У 2001 та 2002 роках, до здобуття Східним Тимором незалежності, індонезійські військові та деякі коментатори стверджували, що це надихне на відокремлення Західного Тимору від Індонезії.
Рух за незалежність FRETILIN ніколи не претендував на Західний Тимор ні до індонезійського вторгнення, ні після нього. Після відновлення незалежності в 2001 році уряд Східного Тимору повністю визнає існуючі кордони Індонезії як успадковані від Нідерландської Ост-Індії.